# Verkiezingen voor het Europees Parlement 2019
De Verkiezingen voor het Europees Parlement 2019 waren de 9e verkiezingen voor een rechtstreeks gekozen Europees Parlement voor de zittingsperiode 2019-2024. De verkiezingen vonden in de 27 lidstaten van de Europese Unie plaats van 23 tot en met 26 mei 2019.

## Spitzenkandidaten
Sommige Europese partijen hadden voor de verkiezingen zogeheten Spitzenkandidaten aangeduid die kandidaat gesteld zouden worden voor het Commissievoorzitterschap. Zittend Commissievoorzitter Jean-Claude Juncker (Europese Volkspartij) had al ruim voor de verkiezingen meegedeeld dat hij geen tweede termijn ambieerde. Spitzenkandidaten waren onder meer:
- Manfred Weber (EVP)
- Frans Timmermans (PES)
- Jan Zahradil (Alliantie van Conservatieven en Hervormers in Europa)
- Bas Eickhout en Ska Keller (EGP)

ALDE presenteerde voor deze verkiezingen een team van kandidaten voor het voorzitterschap van de Europese Commissie.
Uiteindelijk werd evenwel Ursula von der Leyen (EVP) voorzitter van de Europese Commissie, hoewel zij geen Spitzenkandidat was.

Samenstelling na de verkiezingen van de delegatie van elke lidstaat
EVP
S&D
RE
G/EVA
ID
ECH
GUE/NGL
NI

## Aantal zetels per land
Met het oog op het vertrek van het Verenigd Koninkrijk uit de Europese Unie stelde de Europese Raad op 28 juni 2018 een nieuwe zetelverdeling vast voor de zittingsperiode 2019-2024. Van de 73 vrijkomende zetels werden er 27 herverdeeld, waardoor het totaal op 705 zetels kwam.
Een voorstel van de liberale fractie ALDE om een Europese kieskring in te stellen voor burgers die daaraan de voorkeur zouden geven, werd op 9 februari 2019 verworpen door het Europees Parlement. 
Aangezien de uittreding van het Verenigd Koninkrijk uit de Europese Unie eerst op 31 januari 2020 geëffectueerd werd, werd voor de periode van 2 juli 2019 (de datum waarop de zittingsperiode van het nieuw gekozen parlement begon) t/m 31 januari 2020 de zetelverdeling aangehouden op grond van de verdeling die van kracht was voor de Parlementsverkiezingen in 2014.
| Lidstaat            | 2014 | 2019/2020 | 2019/2020 |
| Lidstaat            | 2014 | [ 3 ]     | [ 3 ]     |
| ------------------- | ---- | --------- | --------- |
| België              | 21   | 21        | 21        |
| Bulgarije           | 17   | 17        | 17        |
| Cyprus              | 6    | 6         | 6         |
| Denemarken          | 13   | 13        | 14        |
| Duitsland           | 96   | 96        | 96        |
| Estland             | 6    | 6         | 7         |
| Finland             | 13   | 13        | 14        |
| Frankrijk           | 74   | 74        | 79        |
| Griekenland         | 21   | 21        | 21        |
| Hongarije           | 21   | 21        | 21        |
| Ierland             | 11   | 11        | 13        |
| Italië              | 73   | 73        | 76        |
| Kroatië             | 11   | 11        | 12        |
| Letland             | 8    | 8         | 8         |
| Litouwen            | 11   | 11        | 11        |
| Luxemburg           | 6    | 6         | 6         |
| Malta               | 6    | 6         | 6         |
| Nederland           | 26   | 26        | 29        |
| Oostenrijk          | 18   | 18        | 19        |
| Polen               | 51   | 51        | 52        |
| Portugal            | 21   | 21        | 21        |
| Roemenië            | 32   | 32        | 33        |
| Slovenië            | 8    | 8         | 8         |
| Slowakije           | 13   | 13        | 14        |
| Spanje              | 54   | 54        | 59        |
| Tsjechië            | 21   | 21        | 21        |
| Verenigd Koninkrijk | 73   | 73        | –         |
| Zweden              | 20   | 20        | 21        |
| Totaal              | 751  | 751       | 705       |

## Uitslag

### Zetelverdeling naar fractie
De zetelverdeling in het Europees Parlement naar fractie was na de verkiezingen van 2019 als volgt:
| Fractie | Fractie                                              | Aantal zetels in 2019/2020 | Aantal zetels in 2019/2020 | Zetelverdeling (grafisch) |
| ------- | ---------------------------------------------------- | -------------------------- | -------------------------- | ------------------------- |
|         | Europese Volkspartij                                 | 182                        | 187                        | 2020                      |
|         | Progressieve Alliantie van Socialisten en Democraten | 154                        | 148                        | 2020                      |
|         | Fractie Renew Europe                                 | 108                        | 97                         | 2020                      |
|         | De Groenen/Vrije Europese Alliantie                  | 75                         | 68                         | 2020                      |
|         | Identiteit en Democratie                             | 73                         | 76                         | 2020                      |
|         | Europese Conservatieven en Hervormers                | 62                         | 61                         | 2020                      |
|         | Europees Unitair Links/Noords Groen Links            | 41                         | 39                         | 2020                      |
|         | niet-fractiegebonden leden                           | 56                         | 29                         | 2020                      |
| totaal  | totaal                                               | 751                        | 705                        | 2020                      |

## Per lidstaat

### België
In België werden de verkiezingen gehouden op 26 mei.

### Nederland
In Nederland werden de verkiezingen gehouden op 23 mei.